# Сельское поселение Березняковское
Сельское поселение Березняковское — упразднённое муниципальное образование со статусом сельского поселения в Сергиево-Посадском районе Московской области России.

## Общие сведения
В состав сельского поселения входило 32 населённых пункта трёх упразднённых административно-территориальных единиц — Березняковского, Бужаниновского и Наугольновского сельских округов.
Административный центр — деревня Березняки.
Глава сельского поселения — Жульев Владимир Васильевич. Адрес администрации: 141357, Московская область, Сергиево-Посадский район, деревня Березняки, д. 101.

## История
Образовано в ходе муниципальной реформы, в соответствии с Законом Московской области от 28.02.2005 года № 60/2005-ОЗ «О статусе и границах Сериево-Посадского муниципального района и вновь образованных в его составе муниципальных образований».
Законом Московской области от 20 марта 2019 года Сергиево-Посадский муниципальный район был упразднён, а все входившие в его состав поселения 1 апреля 2019 года были объединены в единое муниципальное образование — Сергиево-Посадский городской округ.

## География
Было расположено в восточной части района. Граничило с сельским поселением Лозовским, городскими поселениями Сергиев Посад, Скоропусковский, Пересвет, Краснозаводск и Богородское, а также с городским округом Красноармейск и Александровским районом Владимирской области. Площадь территории сельского поселения — 21 798 га (217,98 км²).

## Население
| 2006  | 2007  | 2008  | 2009  | 2010  | 2011  | 2012  | 2013  |
| ----- | ----- | ----- | ----- | ----- | ----- | ----- | ----- |
| 7203  | ↗7244 | ↗7282 | ↘7242 | ↘6567 | ↗6606 | →6606 | ↗6708 |
| 2014  | 2015  | 2016  | 2017  | 2018  | 2019  |       |       |
| ↗6758 | ↗6803 | ↗6886 | ↘6806 | ↘6766 | ↘6764 |       |       |

## Состав сельского поселения
| №  | Населённый пункт | Тип населённого пункта          | Население |
| -- | ---------------- | ------------------------------- | --------- |
| 1  | Беликово         | посёлок                         | ↘4        |
| 2  | Березняки        | деревня, административный центр | ↘2405     |
| 3  | Бобошино         | деревня                         | ↘21       |
| 4  | Ботово           | деревня                         | ↘22       |
| 5  | Бужаниново       | село                            | ↘1721     |
| 6  | Взгляднево       | деревня                         | ↘3        |
| 7  | Воронино         | деревня                         | ↗29       |
| 8  | Гагино           | деревня                         | →1        |
| 9  | Гальнево         | деревня                         | ↘10       |
| 10 | Дерюзино         | село                            | ↘12       |
| 11 | Дивово           | деревня                         | ↘3        |
| 12 | Дубининское      | деревня                         | ↘28       |
| 13 | Душищево         | деревня                         | ↗24       |
| 14 | Зелёная Дубрава  | посёлок                         | ↘116      |
| 15 | Истомино         | деревня                         | ↘8        |
| 16 | Козицино         | деревня                         | ↗14       |
| 17 | Леоново          | деревня                         | ↗44       |
| 18 | Листвянка        | посёлок                         | ↘6        |
| 19 | Малинники        | деревня                         | ↗39       |
| 20 | Марино           | деревня                         | ↗15       |
| 21 | Митино           | деревня                         | ↘5        |
| 22 | Никульское       | деревня                         | ↘1        |
| 23 | Путятино         | деревня                         | ↗130      |
| 24 | Редриковы Горы   | деревня                         | ↘8        |
| 25 | Сватково         | село                            | ↘1853     |
| 26 | Слабнево         | деревня                         | ↘16       |
| 27 | Слободка         | деревня                         | ↘3        |
| 28 | Слотино          | деревня                         | ↘3        |
| 29 | Суропцово        | деревня                         | ↘11       |
| 30 | Терпигорьево     | деревня                         | ↘8        |
| 31 | Шубино           | деревня                         | →0        |
| 32 | Яковлево         | деревня                         | ↘4        |